# Tanausis
Tanausis, Thanausis, Taunasis ou Thanauses est un roi légendaire des Goths d'après l'Histoire des Goths de Jordanès qui confond les Goths avec les Gètes et les Scythes. L'historien allemand Alfred von Gutschmid situe son règne en Scythie de -1323 à -1290.
Jordanès raconte que le roi des Égyptiens Vésosis –peut-être Sésostris– avait envahi la Scythie et attaqué les Goths. Tanausis rencontra l'armée égyptienne sur les bords du Phase –l'actuel fleuve Rioni dans le Caucase– et battit rudement Vésosis qu'il poursuivit jusqu'en Égypte mais arrivé sur les bords du Nil, il fut arrêté par les fortifications que son ennemi avait fait construire pour se protéger des incursions des Éthiopiens.

En retournant dans son royaume, Tanausis subjugua presque toute l'Asie mais, s'étant lié d'amitié avec le roi des Mèdes Sornus, il lui laissa son trône, à condition qu'il lui payerait un tribut. Lors de cette expédition, certains de ses soldats, voyant l'extrême abondance des provinces conquises, décidèrent de ne pas retourner en Scythie et s'établirent en Asie. Jordanès ajoute que « C'est d'eux, […], que les Parthes tirent leur nom et leur origine. Voilà pourquoi aujourd'hui même en langue scythe ils sont appelés « fuyards » : car c'est ce que signifie le mot Parthe. »
Tanausis sera déifié après sa mort.

## Sources primaires
- Jordanès, Histoire des Goths, Chapitre VI